# Brachydesmus lapidivagus
Brachydesmus lapidivagus är en mångfotingart som beskrevs av Pius Strasser 1942. Brachydesmus lapidivagus ingår i släktet Brachydesmus och familjen plattdubbelfotingar. Inga underarter finns listade i Catalogue of Life.